# Stenmussla
Stenmussla, även stenborrmussla (Hiatella arctica) är en cirka 4 cm lång mussla.
Den är vanlig som ledfossil i skalbankar men förekommer även allmänt vid svenska västkusten i håligheter på klippor och stenar på djup från ytan ner till 700 meter. Skalets form är avlång men ofta oregelbunden. 
Arten fördes tidigare till släktet Saxicava.